# 24 Monocerotis
24 Monocerotis är en orange jätte i Enhörningens stjärnbild.
Stjärnan har visuell magnitud +6,41 och är nätt och jämnt synlig för blotta ögat vid mycket god seeing. 24 Monocerotis befinner sig på ett avstånd av ungefär 450 ljusår.